# Stactobia martynovi
Stactobia martynovi är en nattsländeart som beskrevs av Schmid 1959. Stactobia martynovi ingår i släktet Stactobia och familjen smånattsländor. Inga underarter finns listade i Catalogue of Life.